# Palais de l'Archiginnasio
Le Palazzo dell'Archiginnasio est un édifice de style Renaissance datant du XVIe siècle situé à Bologne en Émilie-Romagne, Italie du nord. 

## Historique
Siège de l’université de Bologne depuis le XVIe siècle, le palais est l’œuvre de l'architecte Antonio Morandi dit Il Terribilia. 

### Le théâtre anatomique

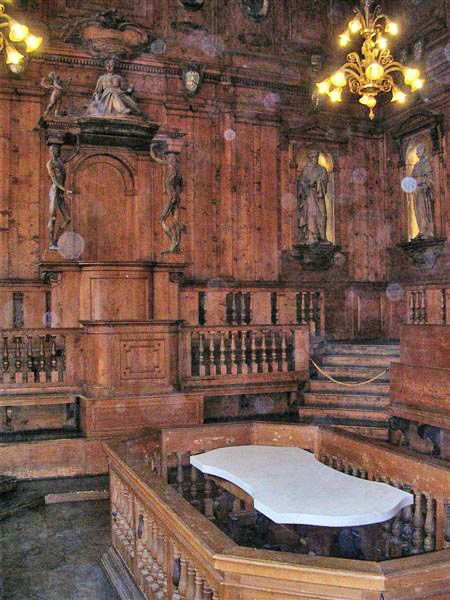
Le théâtre d'anatomie.

À l’intérieur, le théâtre anatomique, en bois de cèdre et sapin du XVIIe siècle, fut le lieu des expérimentations de la faculté de médecine et où enseignèrent les médecins Giovanni Girolamo Sbaraglia, Pietro d'Argelata, Costanzo Varolio, Giulio Cesare Aranzio, Carlo Fracassati, Gaspare Tagliacozzi Trigambe, Bartolomeo da Varignana. Des statues de ces hommes illustres figurent dans le théâtre.
Napoléon Ier  transféra l’étude à palazzo Poggi en 1803 et transforma l'Archiginnasio en bibliothèque communale : la Bibliothèque municipale de l'Archiginnasio.